# Dietrich Enns
Dietrich Enns (né le 16 mai 1991 à Frankfurt, Illinois, États-Unis) est un lanceur gaucher qui a joué en Ligue majeure de baseball entre 2017 et 2021 pour les Twins du Minnesota et les Rays de Tampa Bay.

## Carrière
Joueur des Chippewas de l'université de Central Michigan, Dietrich Enns est choisi par les Yankees de New York au 19e tour de sélection du repêchage amateur de 2012. Il joue en ligues mineures avec des clubs affiliés aux Yankees de 2012 à 2017.
Le 30 juillet 2017, les Yankees échangent Dietrich Enns et le lanceur droitier des ligues mineures Zack Littell aux Twins du Minnesota en retour du vétéran lanceur gaucher Jaime García. 
Il fait ses débuts dans le baseball majeur comme lanceur partant des Twins du Minnesota le 10 août 2017 face aux Brewers de Milwaukee.